# Gonars
Gonars – miejscowość i gmina we Włoszech, w regionie Friuli-Wenecja Julijska, w prowincji Udine.
Według danych na rok 2004 gminę zamieszkuje 4637 osób, 244,1 os./km².
W latach 1942–1943 istniał obóz koncentracyjny, głównie dla Słoweńców i Chorwatów.